# Henry Hawley (gouverneur)
Pour les articles homonymes, voir Hawley.
Henry Hawley fut gouverneur de la Barbade, après avoir été successivement désigné en 1629, 1630, 1634, 1636 et 1639.

## Biographie
Dès 1629, James Hay, 1er comte de Carlisle, mandaté par Charles Ier, envoya sur l'île deux navires, dirigés par le Colonel Roydon et le Hawley pour prendre possession de l'île et emprisonner le capitaine John Powell, qui l’avait découverte en 1625 et colonisée en 1627 pour le compte de William Courteen.
Henry Hawley pratiqua dans l’île une politique très ferme, veillant en priorité aux intérêts des actionnaires de la compagnie et limitant les droits des planteurs de tabac à planter des cultures vivrières. La population de l’île est décrite comme jeune et ayant un penchant à l’alcoolisme. Dès 1636, elle comptait plus de 6 000 habitants blancs.
Henry Hawley revint dans l'île en juillet 1636, et mit en application la nouvelle loi anglaise autorisant l'esclavage à vie, le conseil de la colonie décrétant alors que des noirs pouvaient être mis en vente, « à moins qu'un autre contrat ne soit en cours », une « loi ouvrant une ère très importante pour l'Histoire de la Barbade », selon l'historien Sir Robert Hermann Schomburgk. Dans la foulée, il effectua 98 attribution de terres nouvelles la même année.
Trois ans plus tard, le prix des terres commençant à augmenter, au moment où la spéculation sur le sucre commença à battre son plein, Henry Hawley fonda la « Maison de l’Assemblée », en 1639, dans un effort de pacification à l’intention des petits planteurs de tabac qui s'opposaient à lui. La population était alors en grande majorité composée d’hommes blancs, sous contrat.